# Erwin König
Erwin König (... – Stalingrado, 1942) è stato un militare tedesco.
Conosciuto anche come Heinz Thorvald, la sua identità, così come la sua vita, è sconosciuta.
Cecchino della Wehrmacht, venne ucciso presumibilmente dal cecchino sovietico Vasilij Grigor'evič Zajcev durante la battaglia di Stalingrado. Proprio da Zajcev abbiamo le uniche fonti che attestano l'esistenza di König. Infatti Erwin è menzionato principalmente nelle memorie di Zajcev, ovvero nel libro Notes of a Sniper, come "Major Konings", anche se è descritto in un testo di saggistica di William Craig Enemy at the Gates: The Battle for Stalingrad del 1973.

## Biografia
La vita di König resta tutt'oggi sconosciuta e riusciamo a reperire qualche informazione attraverso Zajcev. L'Armata Rossa sarebbe venuta a conoscenza dell'esistenza di König attraverso la confessione di un soldato tedesco diventato prigioniero di guerra. Non esiste altra documentazione storica per gli eventi in questione.
Zajcev afferma di aver trovato il cecchino nemico in una zona industriale fatiscente di Stalingrado, localizzandolo sotto una foglio di lamiera sorretta da mattoni, nella zona neutrale tra le posizioni sovietiche e tedesche. Col compagno Kulikov, Zajcev ideò una trappola: il primo sparò un "colpo alla cieca", dopo di che aspettarono che il sole facesse in modo che l'ottica di König potesse brillare, rilevandone così la posizione. Una volta giunta l'ombra, Kulikov sollevò l'elmetto, che venne colpito dal tedesco, che, pensando di aver centrato il bersaglio, si alzò leggermente, pemettendo così a Zajcev di colpirlo. Del cannocchiale del tedesco ne fece un souvenir. Nelle sue memorie, Zajcev si riferisce a lui come Herr Koning ("Koning" in olandese significa King, affine a König in tedesco), identificandolo come il capo di una scuola di cecchini di Zossen, stando ai documenti trovati sul cadavere. Ciò però non è stato  confermato poiché nei registri del personale tedesco della Heer non era menzionato nessun cecchino chiamato König o Koning. La lotta durò tre giorni. Al Museo delle forze armate centrali, situato a Mosca, è esposta un'ottica di un Mauser 98k che dice sia appartenuta a König.

## Dubbi sull'esistenza
Lo storico Frank Ellis, nel suo libro The Stalingrad Cauldron, mette in dubbio la sua esistenza. Un appoggio a quest'idea viene dato dalla mancanza di fonti e che, tra la fine del 1942 e l'inizio del 1943, a Berlino non c'era una scuola di cecchini. Ellis osserva, nonostante le date precise fornite da Zajcev, che nessuna documentazione sovietica riporta il duello tra i due, aggiungendo che la posizione descritta da Zajcev, quando uccise König, sarebbe dovuta essere verso ovest visto il riflesso del sole, quindi nelle linee naziste. Inoltre, Ellis sottolinea che un soldato esperto come König, se fosse esistito, non avrebbe commesso l'errore che lo avrebbe condotto alla morte.

## Nella cultura di massa
- Nel romanzo Fortezza Stalingrado (1999) David L. Robbins parla di un colonnello delle SS di nome Heinz Thorvald.
- Nel film Il nemico alle porte (2001), è interpretato dallo statunitense Ed Harris;[4]
- Ramón Rosanas ha scritto un fumetto sul conflitto tra Zajcev e König.[5]